# Museo de Arte Acarigua Araure
Museo de Arte Acarigua Araure (MAAA) es un museo en el Estado Portuguesa, Venezuela siendo este un espacio de arte constituido bajo una organización privada sin fines de lucro, con personalidad jurídica propia e integrada por una sociedad civil cuyo objetivo es proporcionar el apoyo necesario para la creación y difusión de arte y contenido artístico.

## Reseña histórica
El 22 de diciembre de 1987 en los Jardines del Museo de Bellas artes en la ciudad de Caracas, se constituyó la Fundación Museo de Arte Acarigua Araure, dicho acto estuvo presidido por Oswaldo Trejo Director del Museo de Bellas Artes de Caracas y Alí Cordero Casal y Dalia Reyes Barrios por la Fundación Museo de Arte Acarigua Araure.
El 22 de marzo de 1988, el Club Social Páez, C.A. En una asamblea extraordinaria cede un contrato de uso en comodato por 50 años renovables en forma gratuita a la Fundación Museo Arte Acarigua Araure, el inmueble y los terrenos ubicados en la avenida 15 con calle 22 de Acarigua. Edo. Portuguesa. El 8 de marzo de 1988 el Gobierno del Estado Portuguesa aprueba recursos económicos para dar inicio a la remodelación de la sede del Museo de Arte Acarigua Araure. El 11 de marzo de ese mismo año, se realiza el acto  de instalación de la Fundación Museo Acarigua Araure (FMAAA), en el cual tuvo lugar en la Quinta "Los Abuelos" de Araure. El 20 de mayo se realiza el acto formal del recibimiento de la entrega de las llaves de la sede del Club Paéz para la FMAAA.  
El 6 de julio de 1989, se realiza la primera exposición llamada Diez escultores en homenaje a Sofía Imber, en conjunto con la Galería de Arte Nacional de Caracas realizada en la casa de la cultura "Carlos Gauna" en el Salón Julián Bustillos. En el mismo año se realizó la exposición 5x5 en homenaje de los 150 años de la investigación de la fotografía en conjunto con el Museo de Arte Contemporáneo de Caracas, que estuvo conformado por cinco fotógrafos de Estados Unidos que fueron Robert Mapplethorpe, Neal Slavin, Bruce Weber, Annie Leibovitz y Arnold Newman al igual con la participación de cinco fotógrafos venezolanos que fueron Margarita Scannone, José Sigala, Fran Beaufrand, Memo Vogeler y Elena de la Ville, la cual tuvo éxito en las ciudades de Caracas, Valencia, Maracaibo, New York y Bogotá durante los años 1989 y 1993.
En 1991 El Consejo Nacional de la Cultura designa al Museo de Arte Acarigua Araure como el "Museo piloto de la Región Centro-occidental".

## Exposiciones realizadas en el Museo de Arte Acarigua-Araure entre 1989 al 2016
El Museo de Arte Acarigua Araure a lo largo de sus 29 años, ha realizado 61 exposiciones, Existen alrededor de 439 obras en resguardo y ha exhibido alrededor de 1.592 obras en sus salas expositivas; en el año 2015 Se realizaron 60 visitas guiadas, atendiendo a 22 Instituciones Educativas y al público en general con un promedio de 2.516 personas que han apreciado el trabajo artístico de cada uno de los artista que exhiben sus obras y A partir de las experiencias obtenidas en conjunto con el personal que hace vida en los espacios del museo.

### Salas expositivas
Los actuales espacios del Museo de Arte Acarigua Araure se distribuyen en 3 salas comunicadas en 2 plantas. Todas las salas están correctamente iluminadas, con adecuado acondicionamiento ambiental de luz natural, de temperatura y de humedad relativa, sistemas de seguridad y controles que garantizan la preservación y conservación de las distintas obras que puedan apreciarse en las Salas MAAA. 

### Sede del Museo de Arte Acarigua Araure

#### 2016
- “De la serie Vectorscopios” Pablo Santa Catalina, en la Sala 3. del 15 de abril al 21 de agosto de 2016. bajo la Curaduría de Benjamín Villares donde se exhiben 12 Fotografías impresas y una proyección de 36 imágenes.
- “De la serie Wired y otros acercamientos pictóricos" Alessandro Del Pero, en la Sala 2. del 15 de abril al 21 de agosto de 2016. bajo la Curaduría de Benjamín Villares donde se exhiben 6 Obras pictóricas. y se realizó la donación de una de las piezas exhibidas.
- “Monumentos interrumpidos/Discontinued Monuments” Mie Olise Kjærgaard, en la Sala 1 del 15 de abril al 21 de agosto de 2016. bajo la Curaduría de Ruth Auerbach se exhiben 21 Obras entre Pintura, Instalación y Tejido. se realizó la aceptación de la donación de una de las piezas exhibidas para que forme parte de la colección del MAAA.

##### 2015
- “Entre Locos” 7.ª Exposición Colectiva de Arte 2015-2016. en las Salas 2 y 3. del 24 de octubre de 2015 al 30 de enero de 2016. bajo la Curaduría de Benjamín Villares se exhiben 21 Obras entre Pinturas, Tallas en madera, Escultura, Lienzo sobre Cartón y Fotografía Digital.
- "El Alma de las Cosas" Rosa Canelón en las Salas 2 y 3. del 23 de mayo al 23 de agosto de 2015. bajo la Curaduría de Benjamín Villares se exhibieron 19 obras y se realizó la aceptación de la donación de una de las piezas exhibidas para que forme parte de la colección del MAAA.
- "Conjeturas Inhabituales" Adrián Pujol en la Sala 1 del 23 de mayo al 23 de agosto de 2015. bajo la Curaduría de Benjamín Villares se exhibieron la cantidad de (88) piezas y un total de 43 obras entre Pintura, Escultura, Ensamblaje de fragmentos precolombinos Valencianoides, estructura de Bronce, telas y 164 figuras de Terracota sobre una base de madera de Cedro.

##### 2014
- "Entre Locos" 6.ª Exposición Colectiva Nacional de Arte 2014-2015. del 29 de noviembre de 2014 al 13 de febrero de 2015, bajo la Curaduría de Benjamín Villares
- "Transformaciones" La España de los años veinte en los archivos fotográficos de Telefónica. en las Salas 1,2 y 3. del 30 de agosto al 31 de octubre de 2014. bajo la Curaduría de Benjamín Villares
- "Fotos Féminas: Once miradas femeninas en la fotografía contemporánea venezolana" en las salas 1, 2 y 3. del 21 de junio al 15 de Ago del 2014. bajo la Curaduría de Benjamín Villares se exhibieron la cantidad de 41 obras. en proceso de aceptación de la donación de 10 de las piezas exhibidas para que forme parte de la colección del MAAA.
- "El Discreto Encanto de la Delicadeza obra reciente de Jackeline Díaz" en las Sala 2 y 3. del 5 de abril al 23 de mayo de 2014, bajo la Curaduría de Benjamín Villares
- "Fabulaciones sobre la Historia de Araure", obra reciente de Víctor Asuaje en la Sala 1

##### 2013
- "Exploraciones de la Serie de Líneas y Texturas/Tubos de Ensayos" Juan Mogollón Solórzano en las Salas 2 y 3. del 18 de octubre de 2013 al 14 de febrero de 2014. bajo la Curaduría de Benjamín Villares donde se exhibieron 25 Fotografías Digitales. y se realizó la donación de una de las piezas exhibidas.
- "Los Trances del Diafragma Iluminado" Hernán Chino Rivero + en la Sala 1.  del 18 de octubre de 2013 al 14 de febrero de 2014. bajo la Curaduría de Benjamín Villares donde se exhibieron 43 0bras y se realizó la donación de 2 de las piezas exhibidas.
- “Entre Locos” 5.ª Exposición Colectiva. del 25 de mayo al 28 de junio de 2013, bajo la Curaduría de José Jiménez, Víctor Asuaje y Robert Cortez donde se exhibieron 43 0bras y se realizó la donación de 4 de las piezas exhibidas.

##### 2012
- "5X5 Real un Real" noviembre de 2012 bajo la Curaduría de Rolando Carmona y Conor Risch
- "Wladimiro Politano: De metáforas oníricas y síntesis abstractas" del 4 de agosto al 4 de noviembre de 2012 bajo la Curaduría de Benjamín Villares donde se exhibieron 17 0bras y se realizó la donación de 1 de las piezas exhibidas.
- “Entre Locos” 4.ª Exposición Colectiva del 3 de marzo al 27 de marzo de 2012 bajo la Curaduría de José Jiménez, Víctor Asuaje y Robert Cortez donde se exhibieron 30 obras y se realizó la donación de 4 de las piezas exhibidas.

##### 2011
- "Aura Femina". el 29 de octubre de 2011 y se realizó la donación de 1 de las piezas exhibidas.
- "Retratos contra el maltrato" en el mes de noviembre del 2011 donde se exhibieron 11 obras
- "Humanitas Ars*" del 21 de mayo al 30 de septiembre de 2011, bajo la Curaduría de Ali Cordero Casal donde se exhibieron 19 obras y se realizó la donación de 3 de las piezas exhibidas.
- "I Salón de Artistas emergentes". en el mes de marzo del 2011

##### 2010
- "Pulsión: El cuerpo como objeto del deseo en la fotografía" en el mes de noviembre de 2010
- “Una vida dedicada al paisaje” Luis José González (1955-2009) el 27 de marzo de 2010

##### 2009
- "Cuerpo Maquínico." Del 7 de noviembre de 2008 al 7 de marzo de 2009, se realizó la donación de 1 de las piezas exhibidas.
- "5 X 5 Pluralismo: Colectiva de 5 artistas contemporáneos venezolanos y 5 estadounidenses."

##### 2008
- "Curare, Curaré, Cantaré" Mariela Casal. Venezuela.
- "Coleccionista de Besos" Venus White. Colombia.
- "Autonomía y Desplazamiento" Cerámica Contemporánea en la Colección del Banco Mercantil. bajo la Curaduría de Tahia Rivero donde se exhibieron 48 obras

##### 2007
- "El Juego de la Luz y el Espacio." Francisco Salazar, del 24 de noviembre de 2007 al 22 de marzo de 2008. bajo la Curaduría de Bélgica Rodríguez y Perán Erminy donde se exhibieron 31 obras
- "Fe, Cuerpo y Artificio", Amalia Caputo.del 16 de agosto al 9 de noviembre de 2007. bajo la Curaduría de Costanza De Rogatis
- "Antológica" José Bladimir Castillo 1984-2007. del 16 de agosto al 9 de noviembre de 2007. Instalación y Montaje: Neptali Funes, José González y José Flores donde se exhibieron 30 obras

##### 2006
- "Un Espacio 3 Dimensiones": Exposición Colectiva de Esculturas. del 19 de agosto al 18 de noviembre de 2006. bajo la Curaduría del Museo de Arte Acarigua-Araure donde se exhibieron 15 esculturas
- "XXII Salón de Pintura Rafael Ramón González."
- "Ce N'est Pas Une Limite": Dibujos del artista Luis Romero. del 11 de noviembre de 2005 al 12 de febrero de 2006. bajo la Curaduría de Iván Correa donde se exhibieron 16 obras y 7 series

##### 2005
- "Shoots, Pinturas y Dibujos de la artista Linda Lippa".del 11 de noviembre de 2005 al 12 de febrero de 2006. bajo la Curaduría de Iván Correa donde se exhibieron 22 obras
- "El Páez Fotografiado" del 12 de junio de 2005 al 12 de septiembre de 2005. bajo la Curaduría e Investigación de Antonio Padrón Toro
- "La Colección" Obras de la Colección del Museo de Arte Acarigua Araure. del 8 de marzo al 31 de mayo de 2005.  bajo la Curaduría de Gregson Zambrano donde se exhibieron 30 obras que pertenecen a la colección permanente del MAAA.

##### 2004
- "Seres de Luz": Andrés Alcega. del 5 de septiembre al 5 de diciembre de 2004 bajo la Curaduría de Mariela Casal, se exhibieron 18 pinturas y 4 esculturas
- "5 X 5 Joven Arte de Acarigua en New York"

##### 2003
- "Mega Exposición 2003-2004: Artistas Contemporáneos de Tovar"
- "Siembra y Cosecha" José La Torre y Juan Lucas Ojeda. el 31 de julio de 2003, donde se exhibieron 96 y 30 obras respectivamente
- "Exposición Antológica de Harry Abend 1970-2003" del 10 de abril al 15 de junio de 2003 bajo la Curaduría del Museo de Arte Moderno Jesús Soto donde se exhibieron 40 obras

##### 2001
- "XXI Salón de Pintura Rafael Ramón González" del 12 de octubre al 14 de diciembre de 2001 se exhibieron 35 Obras
- "Exposición Fotográfica de Arnold Newman
- Exposición de los artistas Tulio Díaz y Víctor Asuaje de "la Colección Musea"
- Exposición Inaugural de la sede del MAAA."Iconografía de la Imagen Mariana en el Estado Portuguesa"

### El Museo sin Paredes
Estas exposiciones fueron organizadas por el MAAA antes de tener la sede actual en Acarigua Araure.

#### 1998
- "Santo y Seña" Manuel Pérez. en la Galería Uno de Caracas.

#### 1996
- "Exposición Fotográfica de Edward Maxey Mapplethorpe" en los Galpones de los dos caminos, Galpón K2/Periférico de Caracas, del 26 julio al 26 de septiembre.
- "Exposición Fotográfica de Edward Maxey Mapplethorpe" Muestra itinerante en Centro de Bellas Artes Maracaibo, el 28 de noviembre de 1996 al 30 de enero de 1997

#### 1995
- "Un Testigo de la Gloria" Exposición Fotográfica del  Maestro Juan Antonio Michelena
- "Artistas Gráficos Panamericanos. Exposición de la Colección AGPA 1993-94" el 16 julio al 16 de agosto [Serigrafías y Litografías]

#### 1994
- "Encuentro en 2 Salas" Víctor Asuaje y Bladimir Castillo. Salas CADAFE e IPOSTEL del MACCSI. en el mes de mayo, bajo la Curaduría de Enrique Vidal donde se exhibieron 18 Obras y 22 Obras respectivamente

#### 1993
- "Arnold Newman y sus contemporáneos" en las salas 14 y 15 del MACCSI, el 18 de noviembre.
- "5 X 5" exposición de Fotografías de Jorge Raventos Muskus y Ricardo Armas. New York en Acarigua.

#### 1992
- Víctor Asuaje, Tulio Díaz y Bladimir Castillo. Exposición con motivo de la visita del Embajador de Japón en Venezuela el 10 de marzo de 1992

#### 1991
- "San Guinefort y otras Devociones" José Antonio Hernández-Díez en la Sala Rómulo Gallegos, el 25 de julio al 25 de agosto de 1991. bajo la Curaduría de Luis Ángel Duque donde se exhibieron 19 Obras del artista y se realizó la donación de una de las piezas exhibidas.
- "Confluencias" en la Sala del Parque Musiú Carmelo, el 12 de mayo al 9 de junio de 1991

#### 1990
- "5 X 5, 150 Aniversario de la Fotografía" en la Biblioteca Luis Ángel Arango del Banco República de Bogotá en el mes de septiembre de 1990.
- "Horizontes Circulares" Jorge Pizzani, en conjunto con Galería de Arte Nacional de Caracas sala 1 y 6 entre mayo y el mes de julio de 1990.

#### 1989
- "5 X 5 150 Aniversario de la Fotografía" en el Centro de Bellas Artes de Maracaibo, y una Muestra itinerante en Ateneo de Valencia.
- "5 X 5 150 Aniversario de la Fotografía Contemporánea", en conjunto con el MACCSI.en octubre de 1989
- "Diez Escultores en homenaje a Sofía Imber", en conjunto con Galería de Arte Nacional de Caracas  en la casa de la cultura “Carlos Gauna” SALON Julián Bustillos el 6 de julio al 30 de julio de 1989 donde se exhibieron 10 Obras.

### La Colección
Acrílico sobre Tela
- Aves en el Árbol/Efraín Franco – 54 x 150 cm (2006)

Óleo sobre Tela
Acrílico Masonite
Mixta sobre Tela
Carboncillo/Papel
Serigrafías
Litografías
Escultura
Obra Manipulable
Instalación
Video Instalación
Técnicas Mixtas
Mixta/Madera
Fotografía Digital
Fotografía Digital Intervenida
Fotografía/Lienzo

### Obras destacadas
- José Antonio Hernández Diez

Y Lavaras tus Pecados, 1991
242 x 182 x 58 cm
Mixta Instalación/Escultura
- Harry Abend

Sin Título, 1994
229 m x 145 m x 25 cm          
Tallado y Ensamblaje             
Escultura 
- Vladimiro Politano

Cita Blu /Ciudad Azul, 2012
80 x 100 cm
Óleo sobre Tela
- Rafael Reverón

Golem, 1997
350 x 218 x 160 cm
Instalación
Escultura
- Jorge Pizzani

Virgen de Medianoche, 2001
2 x 3 m
Mixta sobre madera
- Oscar D’ Empare

Venus Coquivaquensis
87 x 31 x 14 cm
Ensamble, materiales diversos
Cuerpo Maquínico
- Starsky Brines

Serie apologías de Zato, 2011
90 x 60 cm c/u
Acrílico/tela
Políptico
- Rosa Canelón

Serie el Alma de las Cosas, 2015
Acrílico sobre tela 
100 x 200 cm
- Alessandro Del Pero

Wired XVII / Cableado XVII, 2015
Acrílico sobre lienzo 
197 x 98 cm

## Programas educativos y sociales
El Museo otorga a las instituciones educativas, la comunidad y al público en general diversos programas, donde regularmente se ofertan visitas guiadas por sus exposiciones temporarias o por la colección permanente del MAAA. asimismo, realizan actividades extras para niños, familias y escuelas.
La Gerencia de Proyección Museística en conjunto con el departamento de Educación, implementó en estos años nuevas propuestas adaptadas a las necesidades de diferentes públicos que visitan esta entidad cultural, entre los que se encuentran los siguientes:

### El Programa Social de Capacitación Laboral (PROSOCALA)
- Primera Etapa. Este programa se inició en el año 1998, dirigido a niños y adolescentes trabajadores en la calle, desertores de la educación primaria, con la finalidad de contribuir con la formación del ciudadano del mañana a través de programas educativos avalados por el Ministerio de Educación, brindándoles una atención integral a nivel de alimentación, salud, educación, música y deporte para su incorporación a la sociedad.[1]

- Segunda Etapa. Esta iniciativa del museo abarca el área de capacitación laboral, un oficio vinculados a las artes, talleres de carpintería, artes de fuego y artes gráficas o algún otro quehacer artístico que les genere una fuente de ingresos para mejorar su calidad de vida y su integración a la sociedad.[2] (sin ejecutar)

### El Museo y La Escuela
Este programa les proporciona a los estudiantes de instituciones públicas y privadas de los municipios Páez y Araure una herramienta educativa complementaria para aprender en un espacio adicional a la escuela para incluir el arte y actividades culturales en su cotidianidad, generando una relación de confianza y apropiación del museo y sus contenidos de manera natural a través de la realización de Visitas Guiadas a la vez, incentivarlos al cuidado y conservación de las obras culturales y nuestro patrimonio tangible e intangible para el mejor disfrute de esta y próximas generaciones.
El 5 de noviembre de 2015, se inició de la mano del Programa "El Museo y la Escuela" una serie de actividades de Integración a las Artes en el Museo, en conjunto con el Ministerio de Educación y el  Circuito Piloto N1 del Municipio Araure, conformado por 9 de las Escuelas Bolivarianas de Educación Integral del Municipio Araure, se le ofrece a los estudiantes actividades complementarias de la educación formal tales como: visitas guiadas, conciertos sinfónicos, teatro, estudiantinas entre otras actividades culturales; del mismo modo, se les incentiva a contribuir al cuidado y conservación de las obras de artes y el  patrimonio tangible e intangible de nuestra institución.

### Convenios Institucionales
El Museo de Arte Acarigua Araure le brinda apoyo al Centro de Formación Artístico Integral Venezuela (CEFAIV) fundada en el 2011, dirigida por Fernando Gil y Ammi Vargas, funciona en la Sala de videos del MAAA, allí los niños y adolescentes de escasos recursos económicos tienen la oportunidad de recibir clases y talleres en el área de las artes visuales, escénicas y musicales.

### Conciertos Didácticos
Programa en conjunto con la Orquesta Sinfónica Infantil y Juvenil Núcleo Acarigua Araure con el fin de ofrecer a los alumnos de las distintas instituciones educativas públicas, bolivarianas y privadas de Acarigua y Araure, la oportunidad de conocer, apreciar y disfrutar la música instrumental a través de los conciertos didácticos e instrumentales.